# Штенцова, Валентина Михайловна
Валентина Михайловна Штенцова (род. 10 июня 2004, Арти) — французская, а впоследствии российская самбистка. Призёрка чемпионата России по самбо 2025. Мастер спорта России по самбо и дзюдо.

## Биография
Штенцова родилась в коммуне Арти, что в Новой Аквитании, Франция. Так как во Франции популярно дзюдо, она в 12 лет начала заниматься дзюдо. Ее первым тренером был Валерий Савинский.

## Спортивная карьера
Первые результаты к ней пришли в 2022 году, когда она начала выступать в России за спортивный клуб «Родина» (г. Екатеринбург). В составе Свердловской области она выиграла первенство России по самбо среди кадеток, а также стала финалисткой первенства России среди юниоров и была отобрана в качестве второго номера в сборной для участия на первенстве Европы в Сербии, где она стала первой. В феврале 2023 года она стала третьей на всероссийском турнире по дзюдо памяти Н.И. Кузнецова в Екатеринбурге. В августе 2024 года выступила на турнире «Russian Judo Tour: Петербургский вызов» по дзюдо, где в круговой системе сенсационно выиграла Ксению Галицкую и заняла второе место. В марте 2025 года финишировала с бронзовой медалью на чемпионате России по самбо в Краснодаре.

## Спортивные результаты
Самбо:
- Взрослый уровень:
  - Чемпионат России 2025 — ;
- Юниорский уровень:
  - Первенство России 2022 — ;
- Кадетский уровень:
  - Первенство России 2022 — ;

Дзюдо:
- Взрослый уровень:
  - «Russian judo Tour» 2025 (Челябинск) — ;[10]

- Юниорский уровень и до 23 лет:
  - Турнир памяти Н.И. Кузнецова — ;
  - Петербургский вызов — ;